# Kameruns Davis Cup-lag
Kameruns Davis Cup-lag styrs av Kameruns tennisförbund och representerar Kamerun i tennisturneringen Davis Cup, tidigare International Lawn Tennis Challenge. Kamerun debuterade i sammanhanget 1988, och spelade semifinal i Afrikagruppens Grupp II 1989.